# Nizlopi
Nizlopi is een muzikale tweemansformatie uit Groot-Brittannië. De band maakt voornamelijk indierockmuziek, waarvan de (veelal sarcastische) teksten hiphopinvloeden vertonen.

## Biografie
Nizlopi werd opgericht door Luke Concannon (gitaar en zang) en John Parker (contrabas, beatbox en achtergrondzang). Zij leerden elkaar op 13-jarige leeftijd kennen in een schoolbus in Leamington Spa, die hen naar de Trinity Catholic Technology College zou brengen. Vrijwel gelijk daarna vormden zij een muzikaal duo. Aanvankelijk had hun band geen naam. Toen Luke echter bij een Hongaars meisje in de klas kwam, dat Nizlopi heette, werd de band naar haar vernoemd. De muziek die de band ging maken was een combinatie van veel verschillende muziekstijlen, te weten rock, jazz, bluegrass, folk, hiphop, funk, soul, ska, indiase muziek en enkele eigen experimenten.
De leden Nizlopi werden al snel fameus door hun typische manieren van promotie. Zo boden zij in november 2005 op de veilingsite eBay aan een lied te schrijven over de hoogste bieder. Ook namen zij deel aan zogenaamde gigs in digs en healthy concerts, waarbij ze concerten gaven bij fans thuis.

### Half These Songs Are About You
In augustus 2004 bracht de band zijn eerste album uit: Half These Songs Are About You. Op dit album zijn de beatboxkunsten die John Parker op concerten vertoont, vervangen door echte drums. Ook komen er op deze cd instrumenten voor als de viool en is er een waar achtergrondkoortje te horen. De grote hit van dit album was het nummer JCB.
Op 27 maart 2006 verscheen Nizlopi's tweede single, Girls.

### Extraordinary
In september 2006 bracht Nizlopi het tweede album uit: Extraordinary. Dit mini-album is in Nederland alleen verkrijgbaar via nizlopi's website en niet in de winkel. Van de zes nummers op het album zijn er al twee eerder uitgebracht, namelijk 'Helen' en 'Yesterday'. Deze verschenen eerder als B-kant op respectievelijk JCB en Girls

## Discografie
- Half These Songs Are About You (augustus 2004)
- Extraordinary (mini-album, september 2006)
- Make It Happen (maart 2008)